# Даниловка (Черниговская область)
Данило́вка (укр. Данилівка) — село в Корюковском районе Черниговской области Украины. Население 504 человека. Занимает площадь 1,4 км². Расположено на реке Сперша.
Код КОАТУУ: 7423083001. Почтовый индекс: 15643. Телефонный код: +380 4644.

## История
Впервые Даниловка упоминается в письменных источниках середины XVII в. На фронтах Великой Отечественной войны сражались 287 местных жителей, из них 158 награждены орденами и медалями, 120 — погибли. В период временной оккупации села гитлеровцы сожгли живыми 16 человек. В Даниловке установлен памятник односельчанам, павшим в боях с фашистами. До распада СССР в Даниловке находилась центральная усадьба колхоза «Комуніст», за которым было закреплено 1948 га сельскохозяйственных угодий, в том числе 1511 га пахотной земли. Хозяйство специализирувалось на выращивании зерновых, пропашных и технических культур. Было развито мясо-молочное животноводство. За самоотверженный труд 103 передовика производства награждены орденами и медалями, в том числе орденом Трудового Красного Знамени — рядовая колхозница Н. Д. Клименко, механизатор Ф. А. Корниенко, председатель колхоза А. И. Середа (ныне пенсионер), доярка М. В. Скляр.
Вблизи Даниловки расположены курганы эпохи бронзы (II тысячелетие до н. э.) и времени Киевской Руси (IX—XIII вв.).
17 июля 2020 года в результате административно-территориальной реформы Блистовский сельский совет вошёл в состав Менской городской общины Корюковского района Черниговской области.